# Aedes krymmontanus
Aedes krymmontanus är en tvåvingeart som beskrevs av Alekseev 1989. Aedes krymmontanus ingår i släktet Aedes och familjen stickmyggor.
Artens utbredningsområde är Ukraina. Inga underarter finns listade i Catalogue of Life.